# Vijender Kumar
Vijender Kumar Singh (Hindi: विजेंदर कुमार सिंह; * 29. Oktober 1985 im Dorf Kaluwas im Distrikt Bhiwani, Haryana) ist ein indischer Profiboxer im Supermittelgewicht. Als Amateur gewann er bei den Olympischen Spielen 2008 eine Bronzemedaille im Mittelgewicht.

## Werdegang
Vijender Kumar wuchs in seinem Geburtsort als Sohn eines Busfahrers auf und kam durch einen jüngeren Bruder zum Boxen, das er zuerst nur spielerisch betrieb. Nachdem er in Bhiwani eine höhere Schule besuchte, kam er zum Bhiwani Sports Authority of India Center for Boxing und befasste sich bei Trainer Jagdish Singh ernsthaft mit dem Boxen.
Er entwickelte sich sehr schnell zu einem hervorragenden Techniker, der im Juniorenbereich mehrere regionale Meisterschaften gewann. Es folgten mehrere Trainingsaufenthalte im Ausland unter anderem auch in Kuba. Inzwischen arbeitet Vijender Singh bei der Haryani-Polizei und arbeitet im Bhiwani Boxing Club schon als Trainer.
Im Jahre 2003 wurde Vijender Kumar in der Gewichtsklasse bis 64 kg Körpergewicht (damals Halbweltergewicht) mit einem Sieg über Harrinder Singh erstmals indischer Meister.

### Kontinentale Meisterschaften
Vijender Kumar gewann 2003 die Silbermedaille bei den Afro-Asien Games in Hyderabad und 2004 ebenfalls die Silbermedaille bei den Südasienspielen in Pakistan. Bei seinen ersten Asienmeisterschaften 2005 in Vietnam, erreichte er das Viertelfinale des Weltergewichts. Anschließend boxte er im Mittelgewicht.
2006 gewann er die Südasienspiele in Sri Lanka und erreichte eine Bronzemedaille bei den Asienspielen in Katar, als er erst im Halbfinale von Baqtijar Artajew gestoppt worden war. 2007 startete er bei den Asienmeisterschaften in der Mongolei und erreichte unter anderem gegen Wang Jianzheng und Suriya Prasathinphimai das Finale, wo er gegen Elshod Rasulov verlor. Im März 2008 gewann er zudem die asiatische Olympiaqualifikation in Kasachstan.
2009 erkämpfte er gegen Abbos Atoyev und Ädilbek Nijasymbetow eine Bronzemedaille bei den Asienmeisterschaften in China, schied jedoch im Halbfinalkampf knapp mit 8:11 gegen Zhang Jianting aus. Dafür gewann er 2010 die Goldmedaille bei den Asienspielen in China, wobei er im Finale erneut Abbos Atoyev schlagen konnte.
2012 erreichte er einen dritten Platz bei der asiatischen Olympiaqualifikation in Kasachstan.

### Commonwealth Meisterschaften
Vijender Kumar ist Goldmedaillengewinner der Commonwealth-Meisterschaften 2010, Silbermedaillengewinner der Commonwealth Games 2006 und 2014, sowie Bronzemedaillengewinner der Commonwealth Games 2010.

### Weltmeisterschaften
Bei den Weltmeisterschaften 2005 in China schlug er in seinem ersten Kampf Darius Jasevičius, verlor jedoch anschließend gegen Erislandy Lara. Ähnlich verliefen die Weltmeisterschaften 2007 in den USA; Nach einem Sieg gegen Ronald Gavril, war er gegen Alfonso Blanco ausgeschieden.
Bei den Weltmeisterschaften 2009 in Italien gewann er dann nach Halbfinalniederlage gegen Abbos Atoyev eine Bronzemedaille, nachdem er zuvor unter anderem Serhij Derewjantschenko geschlagen hatte. Gegen Emilio Correa verlor er im ersten Duell der WM 2011 in Aserbaidschan und schied bei der WM 2013 in Kasachstan gegen Jason Quigley aus, nachdem er zuvor Hampus Henriksson geschlagen hatte.

### Olympische Spiele
Bei seinen ersten Olympischen Spielen 2004 in Athen war er noch im ersten Kampf an Mustafa Karagöllü gescheitert. 2008 in Peking gewann er dann als erster indischer Boxer eine Medaille, nachdem er gegen Badou Jack, Angkhan Chomphuphuang und Carlos Góngora das Halbfinale erreicht hatte und dort gegen Emilio Correa mit einer Bronzemedaille ausschied.
Bei den Olympischen Spielen 2012 in London schlug er Donabek Suzhanov und Terrell Gausha, bevor er im Viertelfinale an Abbos Atoyev scheiterte.

### Profikarriere
Vijender Kumar boxt seit 2015 als Profi. Im Juli 2016 besiegte er den ehemaligen Europameister Kerry Hope und wurde dadurch Asia-Pacific-Champion der WBO im Supermittelgewicht. Nach einer Titelverteidigung gegen Francis Cheka, wurde er im August 2017 durch einen Sieg gegen Zulipikaer Maimaitiali, zusätzlich Oriental-Champion der WBO. Im Dezember 2017 verteidigte er beide Titel gegen Ernest Amuzu.

## Internationale Erfolge
(OS = Olympische Spiele, WM = Weltmeisterschaft, Hw = Halbweltergewicht, We = Weltergewicht, Mi = Mittelgewicht, bis 64 kg, 69 kg bzw. 85 kg Körpergewicht)
- 2004, 2. Platz, Südasiatische Spiele in Islamabad, Hw, hinter Faisal Karim, Pakistan u. vor Chaminda Sampath Jayathilak, Sri Lanka u. Sayed Haroon Sadat, Afghanistan;
- 2004, 17. Platz, OS in Athen, Hw, nach Niederlage gegen Mustafa Karagolla, Türkei;
- 2005, 5. Platz, Asienmeisterschaft in Ho-Chi-Minh-Stadt, We; Sieger: Baqyt Särsekbajew, Kasachstan vor Aliasker Baschirow, Turkmenistan;
- 2005, 17. Platz, WM in Mianyang/China, We; Sieger: Erislandi Lara, Kuba vor Magomed Nurutdinow, Belarus;
- 2006, 1. Platz, Südasiatische Spiele in Colombo, Sri Lanka, Mi, vor Allah Bux, Pakistan;
- 2006, 3. Platz, Asienspiele in Doha, Mi, hinter Elshod Rasulow, Usbekistan u. Baqtijar Artajew, Kasachstan, gemeinsam mit Zang Jianting, China;
- 2006, 2. Platz, Commonwealth Games in Melbourne, Mi, hinter Bongani Mwelase, Südafrika, vor Neil Perkins, England;
- 2007, 2. Platz, 29. Kings-Cup in Bangkok, Mi, hinter Elschod Rasulow u. vor Kim Jae-Ki, Korea;
- 2007, 2. Platz, Asienmeisterschaft in Ulaanbaatar, Mi, hinter Elschod Rasulow u. vor Suriya Prasathinpimai, Thailand u. Mohammad Sattarpoor, Iran;
- 2007, 17. Platz, WM in Chicago, Mi; Sieger: Matwei Korobow, Russland vor Alfonso Blanco, Venezuela, Sergej Derwjatschenko, Ukraine u. Baqtijar Artajew,
- 2008, 5. Platz, Olympia-Qualifikations-Turnier in Bangkok, Mi, nach Niederlage gegen Cho Deok-jin, Korea;
- 2008, 1. Platz, Olympia-Qualifikations-Turnier in Astana, Mi, vor Cho Deok-jin u. Hamyoun Amiri, Iran;
- 2008, 3. Platz, 1. AIBA-Presidents-Cup in Taipei, Taiwan, Mi, hinter Alfonso Blanco u. Angkhan Chomphuphuang, Thailand, gemeinsam mit Cho Deok-jin;
- 2008, Bronzemedaille, OS in Peking, Mi, hinter James DeGale, Großbritannien u. Emilio Correa Bayeux, Kuba, gemeinsam mit Darren Sutherland, Irland